# Calathusa abebaea
Calathusa abebaea är en fjärilsart som beskrevs av Turner 1902. Calathusa abebaea ingår i släktet Calathusa och familjen trågspinnare. Inga underarter finns listade i Catalogue of Life.